# سكان اليمن
يبلغ عدد سكان اليمن حوالي 33 مليون نسمة حسب تقديرات 2021، 46% من السكان أقل من 15 سنة و2.7% فوق 65 سنة. وفقاً للإسقاط السكاني لعام 2011، يمثل الذكور نسبة 50.4% والإناث نسبة 49.6% من إجمالي السكان. بلغ عدد السكان في العام 1950، 4.3 مليونا. وفي ظل نسبة النمو السكاني 3.48% (2001-2011) يتوقع أن يصل عدد السكان بحلول عام 2031 إلى 53 مليون نسمة، حيث أن متوسط عدد الأفراد في الأسرة الواحدة 7.2، ومتوسط عدد الأفراد في كل مسكن 7.1 فرد. وبحلول عام 2050، من المتوقع أن يرتفع عدد السكان إلى حوالي 60 مليونًا. معدل الحياة للرجال هو 65 سنة مقابل 69 سنة للنساء يعيش 28.85% من السكان في المدن مقابل 71.15% في الأرياف وتبلغ نسبة الأمية حوالي 38.8% وتبلغ الكثافة السكانية حوالي 54 نسمة لكل كم2.

## الهجرة إلى اليمن
يتواجد حوالي 1,150,000 لاجئ صومالي في اليمن وأعدادهم في تزايد مستمر. وأعداد القادمين بصورة غير شرعية من دول القرن الأفريقي بغرض عبور الحدود إلى السعودية متزايد وأغلبهم يدخل عن طريق ميناء الحديدة ولهؤلاء دور في الزيادة السكانية لتعداد البلاد

## العرقية

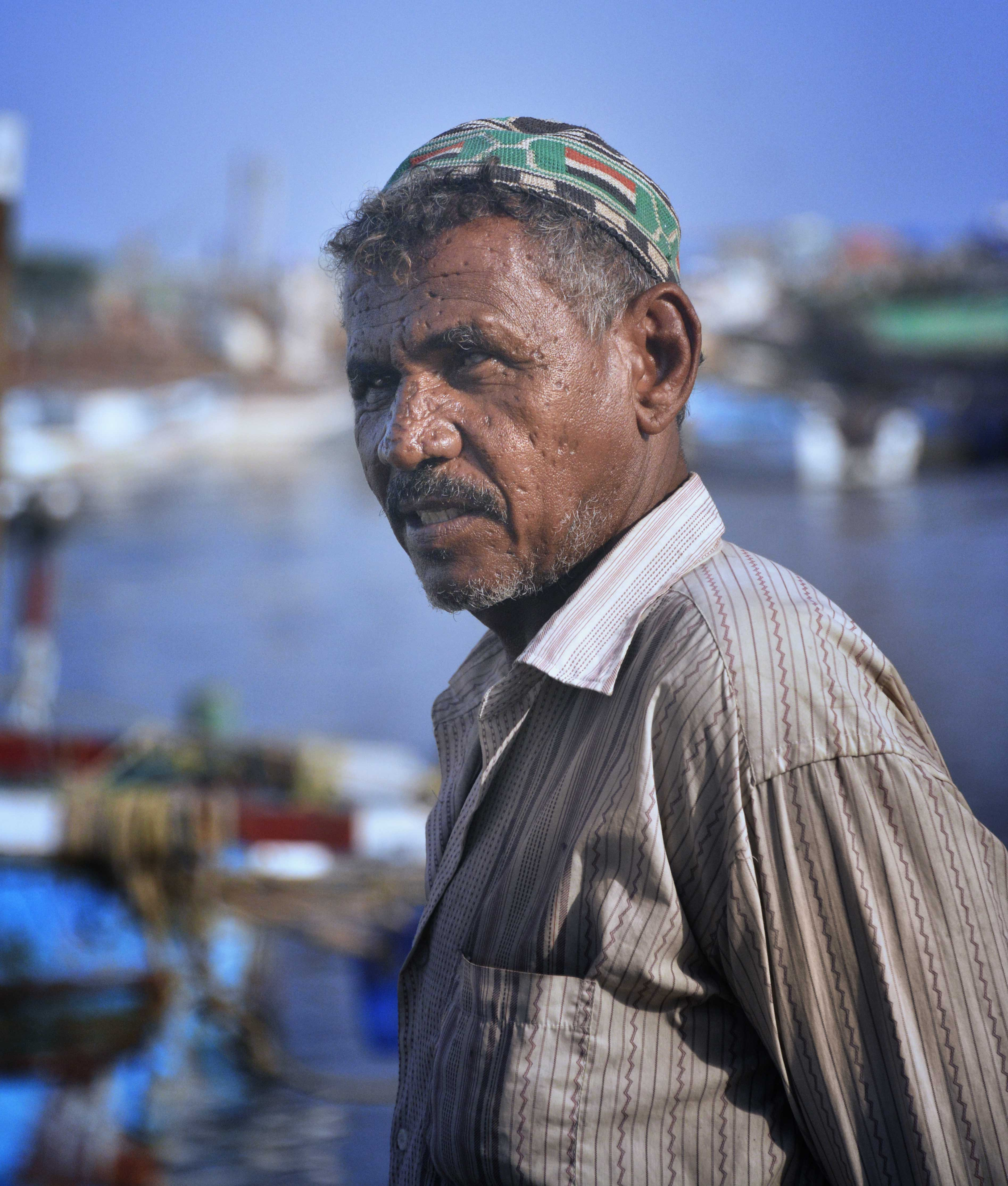
بحّار يمني

لا توجد إحصائيات رسمية ولكن تشير بعض الدراسات إلى أن القبائل تشكل حوالي 85% من تعداد السكان البالغ 25,408,288 نسمة من فبراير 2013 تشكل القبائل الغالبية العظمى من المواطنين وجلهم من همدان وحِمْيَر وكِندة ومذحج وحضرموت وما يندرج تحتهم من بطون وفخائذ وقبائل أخرى  معظم القبائل متحضر فعموم أهل اليمن حضر وليسوا أعراباً من عصورهم القديمة  ولكن توجد قبائل بدوية ـ أو كانت كذلك لفترة قريبة في محافظة مأرب والجوف وبادية الربع الخالي شمال حضرموت وشبوة.
وهناك مواطنون من أصول أخرى فحوالي 5% من أصول أثيوبية ويتواجدون في المناطق الساحلية  كانت تجارة العبيد مزدهرة في اليمن عبر مختلف عصوره وأبرز محطات استقدام الرقيق كانت الحديدة وما يتبعها من مناطق في تهامة  فقد كان زعماء القبائل والأثرياء والسلاطين يشترون الجواري والغلمان من الهند  بينما الوصيفات والوصفان يستقدمون من القرن الأفريقي  وهناك أقلية من المواطنين من شعوب الترك والأرمن المسلمين والمصريين والأمازيغ  تعددت أسباب وجودهم من سياسية إلى اقتصادية فقد كانت البلاد جزءاً من الإمبراطورية العثمانية وكانت الحواضر اليمنية مثل عدن والحديدة تشهد نشاطاً تجارياً جيداً فكان ذلك دافعاً للعديد من التجار المصريين والشمال الأفريقيين للاستيطان في البلاد هذه ليست إحصاءات رسمية فمعظمهم قد لا يعرف الكثير عن أصوله هذه فقد ذابوا في مجتمعهم ولكن يمكن تمييزهم بأنهم ليسوا قبليين ويتواجدون في المدن بينما تغلب القبيلة على الأرياف سواء المرتفعات الجبلية أو البادية.
أما سكان جزيرة سقطرى فهم من خليط من سكان أصليون وقبائل يمنية وهنود وأفارقة ويونان فقد احتلها السبئيون وكانت مأهولة بسكانها الأصليين وأصبحت محطة لاستراحة السفن التجارية ونزل بها أقوام من الهند ومبشرين بالمسيحية من اليونان ولغتهم وثقافتهم مزيج من كل هذه العوامل  وهم يقتربون من سكان المهرة وعددهم قرابة الخمسين ألف نسمة  ويعيشون على تربية المواشي وصيد الأسماك وبقيت تلك الجزيرة مسيحية بالكامل حتى فترات متقدمة من التاريخ اليمني وبدأ سكانها يعتنقون الإسلام عقب سيطرة سلطنة المهرة على الجزيرة واختفى آخر مسيحي منها في القرن الثامن عشر 
يمثل الذكور نسبة 50.91% والإناث نسبة 49.09% من إجمالي السكان، حيث أن متوسط عدد الأفراد في الأسرة الواحدة 7.2، ويصل متوسط عدد الأفراد في كل مسكن 7.1 أفراد نسبة الزيادة السكانية حوالي 3% سنوياً وتبلغ الكثافة السكانية حوالي 40 نسمة لكل كم2. معدل الخصوبة هو 6.5 طفل لكل امرأة  و75% من السكان أعمارهم أقل من 30 سنة و 46% منهم أقل من 15 سنة و 2.6% أكبر من 65 سنة 
يتواجد ما يقارب 5 مليون إندونيسي من أصول يمنية تحديداً من حضرموت وأعداد أقل في ماليزيا وسنغافورة وجنوب الفليبين  ارتحلوا عبر عصور مختلفة لمزاولة التجارة وتعود أقدم الوثائق التي تشير إلى الحضارم في جنوب شرق آسيا إلى القرن التاسع الميلادي وأسسوا عدة سلطانات في أندونيسيا مثل سلطنة بونتياناك عام1771 وسلطنة سولك في جنوب الفليبين ولعبوا دوراً قيادياً في تاريخ جنوب شرق آسيا الاقتصادي  علاقتهم بدول المحيط الهندي قديمة وتعود إلى أيام مملكة حضرموت فالوثائق والنصوص القديمة تشير إلى علاقات تجارية بالهند إلى عصور تعود قبل الميلاد 

## السكان

### الانتشار السكاني
يتسم التوزيع السكاني للجمهورية اليمنية بالبعثرة، والتشتت، حيث يتميز اليمن بامتداد جغرافي يتنوع بين الصحاري، والهضاب، والجبال والتي كان لها الأثر البالغ والمباشر في التوزيع السكاني في اليمن، كما أثر المظهر التضاريسي والتنوع المناخي لليمن في توزيع السكان على محافظات الجمهورية، وأثر في أماكن تواجدهم، ما بين مدن كبيرة وصغيرة وقرى كثيرة في مختلف أنحاء اليمن  وكان لهذا التوزيع الأثر البالغ في الاستقرار السياسي في البلاد حيث تواجه الدولة صعوبة في السيطرة على المناطق المختلقة وعدم القدرة على إيصال الخدمات لهذا الكم الهائل من التجمعات السكانية المبعثرة.
| البيان                     | المحافظات | عدد السكان | النسبة المئوية |
| -------------------------- | --- | ---------- | -------------- |
| المرتفعات الوسطى والجنوبية | الأمانة صنعاء - محافظة صنعاء - تعز - ذمار - ريمة - حجة - صعدة - عمران - البيضاء - المحويت وبعض مديرات محافظة تعز - بعض مديرات محافظة الضالع - ومديرات الجوف | 13,470,061 | 68,3           |
| السواحل الجنوبية والشرقية  | عدن –-لحج - أبين - شبوة - مديريات من محافظة حضرموت - المهرة                                                                                                 | 2,647,190  | 13,4           |
| سهل تهامة                  | الحديدة - مديريات من محافظة حجة - وتعز | 2,503,830  | 12,7           |
| الهضبة الصحراوية           | الجوف - مأرب - مديرات من المهرة - ومديرات من محافظة حضرموت الوادي                                                                                           | 1,100,579  | 5,6            |

### التوزيع الحضري

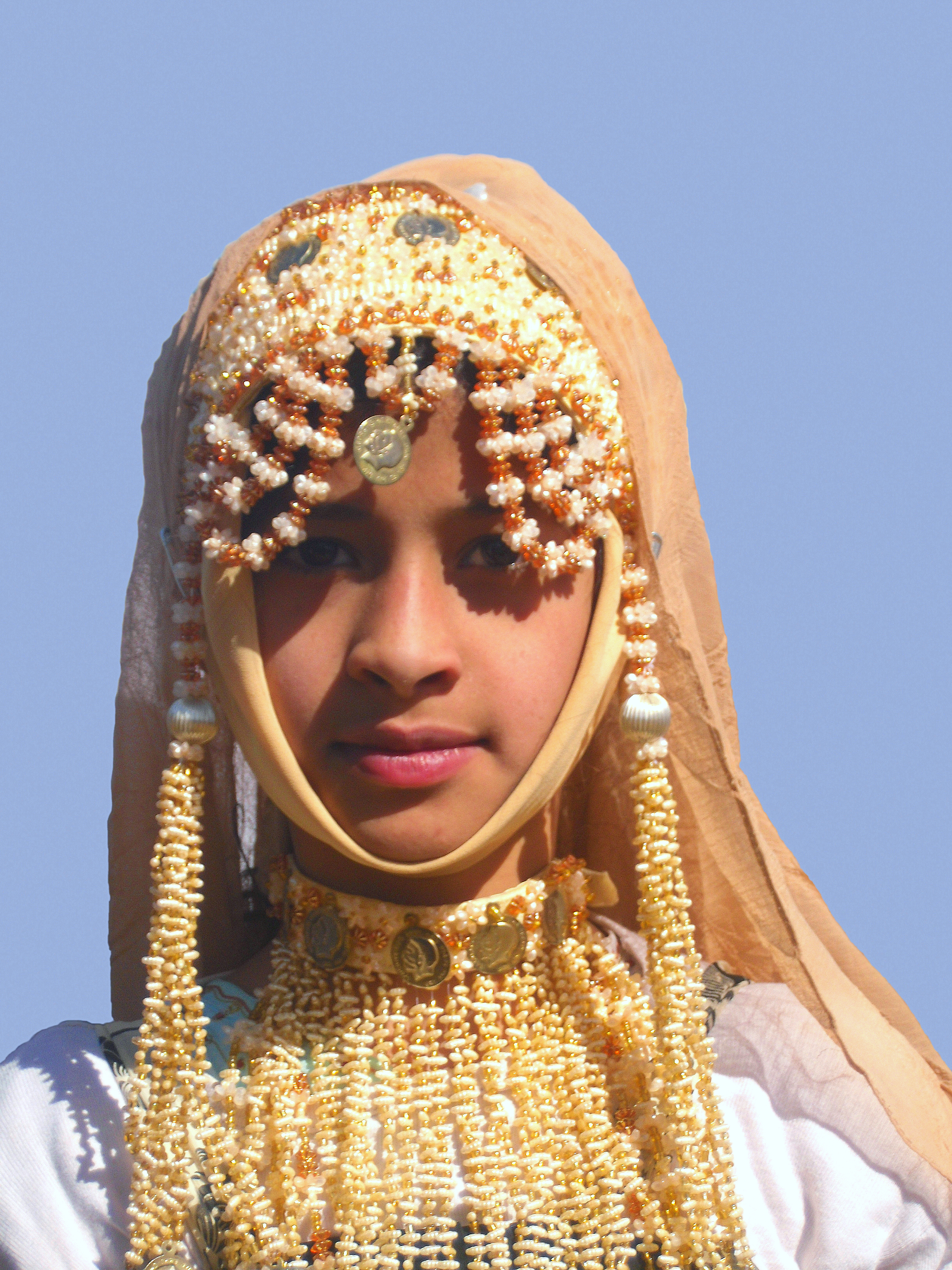
طفلة من صنعاء بالزي التقليدي العربي اليمني

كل محافظات اليمن تحولات مهمة في نسبة سكان الريف والحضر، بين تعداد اليمن 1994 وتعداد 2004 وتمثل هذا التحول في نمو سكان الحضر، حيث تشير نتائج تعداد 1994م أن نسبة سكان الحضر كانت (23,5%) بينما ارتفعت هذه النسبة لتصل عام 2004م إلى حوالي (28,64%)، مما يؤكد أن النمط الريفي هو السائد في الجمهورية اليمنية .
وقد شهدت اليمن نمواً في سكان الحضر في المدن الرئيسة بشكل أكبر من المدن الأخرى ويتضح ذلك من خلال نمو السكان في العاصمة صنعاء ومدينة عدن والحديدة حيث يمثل الحضر في العاصمة صنعاء 97,7% بينما يمثل الريف 3.3% وتصل النسبة إلى 100% في عدن إلا أن التحضر في المدن الرئيسية في اليمن وخاصة العاصمة صنعاء تحضر زائف حيث ينتقل السكان من الريف إلى المدينة مع احتفاظهم بعاداتهم وتقاليدهم دون تغيير ومنها العادات السيئة كما أن الهجرة لا تغير من مستوى معيشة الفرد لتصبح الهجرة مجرد تغيير مكان الإقامة
ونمو نسبة الحضر ناتج عن هجرة من الريف إلى المدينة وخاصة إلى العاصمة صنعاء الذي يمثل 64% من سكانها من غير المواليد فيها حيث أن نسبة الزيادة في سكان صنعاء من بعد حرب صيف 1994م وحتى عام 2009م بلغت أكثر من 100% كما بلغت الزيادة بين عامي (1990-2004م) نسبة 169% 

## الإحصاءات الحيوية
في عام 2007 قدرت نسبة المواليد والوفيات بمعدل 42.7 في الألف و 8.1 لكل 1,000 على التوالي. وكان معدل وفيات الرضع 58 حالة وفاة تقريبا لكل 1,000 ولادة حية. وقدر أن النسبة أعلى بالنسبة للذكور منها للإناث، للذكور أكثر من 62 حالة وفاة لكل 1,000 مولود ذكر حي، بالمقارنة مع حوالي 53 حالة وفاة الإناث لكل 1,000 مولود حي. على الرغم من زيادة من 14 عاماً في العقد الماضي، ظل متوسط العمر المتوقع عند الولادة في اليمن منخفض بالمقارنة مع غيرها من البلدان النامية 60.6 سنة للذكور و 64.5 سنة للإناث، 62,5 سنة أو الشاملة. وكان معدل الخصوبة في البلاد حوالي 6.5 طفل لكل امرأة في عام 2007.

### تقديرات الأمم المتحدة[48]
| الفترة    | المواليد في السنة | الوفيات في السنة | التغيير الطبيعي في السنة | معدل المواليد الخام (لكل 1000) | معدل الوفيات الخام (لكل 1000) | التغيير الطبيعية (لكل 1000) | معدل الخصوبة الإجمالي | معدل وفيات الرضع |
| --------- | ----------------- | ---------------- | ------------------------ | ------------------------------ | ----------------------------- | --------------------------- | --------------------- | ---------------- |
| 1950-1955 | 214,000           | 131,000          | 84,000                   | 47.6                           | 29.0                          | 18.6                        | 7.27                  | 215.1            |
| 1955-1960 | 234,000           | 133,000          | 101,000                  | 47.8                           | 27.1                          | 20.7                        | 7.28                  | 204.2            |
| 1960-1965 | 261,000           | 138,000          | 123,000                  | 48.6                           | 25.6                          | 22.9                        | 7.34                  | 194.0            |
| 1965-1970 | 296,000           | 144,000          | 152,000                  | 50.3                           | 24.5                          | 25.8                        | 7.52                  | 184.4            |
| 1970-1975 | 329,000           | 149,000          | 180,000                  | 51.2                           | 23.2                          | 28.0                        | 7.67                  | 174.4            |
| 1975-1980 | 410,000           | 144,000          | 266,000                  | 56.0                           | 19.7                          | 36.3                        | 8.58                  | 143.2            |
| 1980-1985 | 512,000           | 140,000          | 373,000                  | 57.9                           | 15.8                          | 42.1                        | 9.23                  | 113.5            |
| 1985-1990 | 585,000           | 137,000          | 448,000                  | 53.9                           | 12.6                          | 41.3                        | 8.93                  | 94.0             |
| 1990-1995 | 665,000           | 155,000          | 510,000                  | 49.1                           | 11.4                          | 37.6                        | 8.24                  | 86.2             |
| 1995-2000 | 702,000           | 167,000          | 535,000                  | 42.7                           | 10.2                          | 32.6                        | 6.98                  | 78.6             |
| 2000-2005 | 765,000           | 159,000          | 605,000                  | 39.9                           | 8.3                           | 31.5                        | 6.10                  | 64.8             |
| 2005-2010 | 864,000           | 156,000          | 708,000                  | 38.6                           | 7.0                           | 31.7                        | 5.48                  | 53.3             |

## الأديان
| الأديان في اليمن (2010 )                 | الأديان في اليمن (2010 )                 | الأديان في اليمن (2010 ) | الأديان في اليمن (2010 ) | الأديان في اليمن (2010 ) |
| ---------------------------------------- | ---------------------------------------- | ------------------------ | ------------------------ | ------------------------ |
| الدين                                    | الدين                                    |                          | النسبة                   | النسبة                   |
| الإسلام                                  | الإسلام                                  |                          | 99.1%                    | 99.1%                    |
| أخرى (تضم اليهودية، البهائية، والمسيحية) | أخرى (تضم اليهودية، البهائية، والمسيحية) |                          | 0.9%                     | 0.9%                     |

تقريبا جميع مواطني اليمن مسلمين، ينتمون إما إلى الشافعية السنية أو إلى الزيدية الشيعية، يوجد الزيديين عادة في الشمال والشمال الغربي والشافعيين في الجنوب والجنوب الشرقي. وهناك أيضاً ما لا يزيد عن 400 يهودي في اليمن.
الدين في اليمن (تقديرات 2022)

## محو الأمية
تظهر تقديرات الأمم المتحدة أن معدل الإلمام بالقراءة والكتابة بين البالغين في اليمن في عام 2007 بلغ 40.5 في المائة للإناث و77 في المائة للذكور. وبلغ معدل الإلمام بالقراءة والكتابة للسكان عموما من أعمار 15 فما فأكثر 49 في المائة. وحدث تحسن في معدل الإلمام بالقراءة والكتابة من 37.1 في المائة في عام 1994 إلى 58.9 في المائة في عام 2007. وبالمقارنة، فإن البلدان المنخفضة الدخل في المتوسط، يبلغ فيها معدل الإلمام بالقراءة والكتابة بين البالغين حوالي 60 في المائة.

## التقسيمات الاجتماعية قديماً

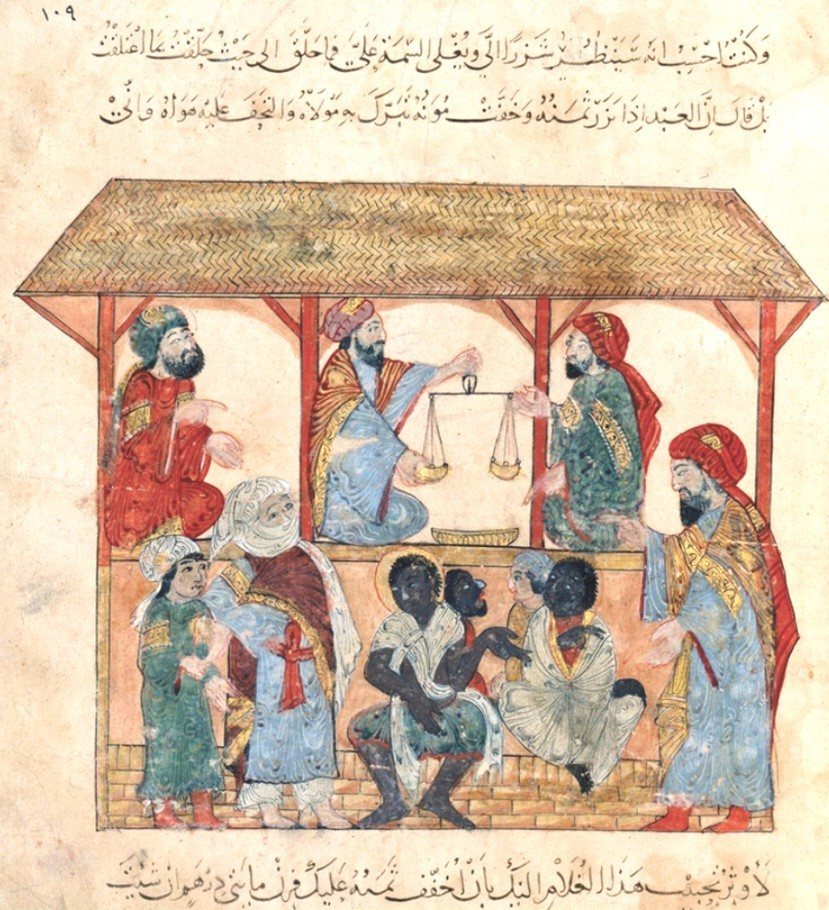
سوق النخاسة في زبيد في القرن الثالث عشر الميلادي بريشة يحيى بن محمود الواسطي من مقتنيات مكتبة فرنسا الوطنيةبباريس

مسيرة للـ"مهمشين" في الحديدة تطالب بإنهاء مظاهر التمييز ضدهم تزامناً مع انطلاق مؤتمر الحوار الوطني

ورث الشعب اليمني تقاليد وعادات اجتماعية قديمة للغاية تعود إلى عصور ما قبل الميلاد ما تعلق الأمر بالأنماط الاجتماعية وأدوارها  فاليمنيين القدماء كانوا ينظرون إلى المكاربة أو الكهان نظرة تبجيل واحترام كونهم من يمثل السلطة الدينية للمجتمع وانتقل ذلك إلى ما عرف باسم السادة والتي كانت وظيفتهم الأساسية الوساطة بين القبائل إضافة إلى عرف قبلي يحتم على القبيلي حماية الجار. فالسيد لا يقاتل ولا يحمل السلاح وكانوا يعيشون تحت حماية القبائل  تليهم طبقة المشايخ أو القضاة وهؤلاء من أصول قبلية لكنهم لا يحملون السلاح في الغالب  ثم القبيلي وهو في العادة من يحمل السلاح وقد يعمل بأعمال زراعية إلا أنهم ينفرون عن الأعمال اليدوية والحرفية  وكان هناك طبقة الحرفيين والصناع والتجار وأدنى طبقات السلم الاجتماعي ما يُعرف بالمهمشين  لم تعد هذه الأعراف بتأثيرها السابق ولكنها لا زالت موجودة بشكل رمزي مع بقاء تمييز وتهميش واحتقار لما يسمى بالأخدام أو المهمشين تصل إلى درجة الاعتداءات الجسدية وتجاهل السلطات  فكل من يعمل بالجزارة وبيع التمور والحلاق وبيع الخضروات كان ينظر إليهم نظرة دونية ولا زالت موجودة في الحقيقة  الأوضاع الاقتصادية الصعبة التي تمر بها البلاد ساهمت في إذابة بعض الفوارق ولكن التمييز الذي يطال ما يقارب الخمسمئة ألف نسمة إلى مليون تقريباً يسمون بالمهمشين لا يزال موجوداً وتم تعيين كرسي واحد لهم في مؤتمر الحوار الوطني اليمني يمثلهم المدعو نعمان الحذيفي  يتواجدون في مناطق مختلفة من البلاد وغالبهم في الحديدة غرب البلاد وتم عزلهم عن بقية المجتمع عمداً  كان مفهوم الطبقات يختلف من مكان لآخر فليس كل القبائل كان يحترم السادة وكانت القبائل ولا زالت تعيش في الأرياف إن كانوا من المزارعين أو البادية وكلا الطرفين كان ينظر لأهل المدن والحضر وإن كانوا من أصول قبلية نظرة دونية. وقد رصد عدد من المستشرقين ذلك في القرن التاسع العشر وذكروا أن أهل المدن كانوا لا يشكلون أهمية في المجتمع خلال الاضطرابات وسيطرة القبائل ولا يبرز نجمهم إلا في ظل حكومة مركزية قوية وهو أمر كان موجوداً في كل شبه الجزيرة العربية.

## الشتات
الشتات اليمني يتركز إلى حد كبير في المملكة المتحدة، حيث يعيش 70,000 - 80,000 يمني فيها. أكثر من اليمنيين المقيمين في الولايات المتحدة البالغ عددهم 20,000، ويعيش في إيطاليا حوالي 2,812. يقيم اليمنيون أيضاً في دول الخليج (وخاصة المملكة العربية السعودية، والإمارات العربية المتحدة، قطر والبحرين)، وكذلك الصومال، جيبوتي، إريتريا، إندونيسيا، ماليزيا، جنوب الفلبين، وبعض أجزاء من بروناي ودول الاتحاد السوفيتي.

## الإحصاءات الديموغرافية من كتاب حقائق العالم
الإحصاءات الديموغرافية التالية هي من كتاب حقائق العالم، ما لم يرد خلاف ذلك.

### السكان
| 2011 | 24,133,492 |  |  |  |  |  |  |  |  |  |  |  |
| 2010 | 23,495,361 |  |  |  |  |  |  |  |  |  |  |  |
| 2009 | 23,822,783 |  |  |  |  |  |  |  |  |  |  |  |
| 2008 | 23,013,376 |  |  |  |  |  |  |  |  |  |  |  |
| 2007 | 22,230,531 |  |  |  |  |  |  |  |  |  |  |  |
| 2006 | 21,456,188 |  |  |  |  |  |  |  |  |  |  |  |
| 2005 | 20,727,063 |  |  |  |  |  |  |  |  |  |  |  |
| 2004 | 20,024,867 |  |  |  |  |  |  |  |  |  |  |  |

المصدر: كتاب حقائق العالم 2000–2010.
| العام | معدل المواليد (تخمين): مواليد/1000. | معدل الوفيات (تخمين): وفيات/1000. | صافي معدل الهجرة (تخمين): المهاجرين/1000. |
| ----- | ----------------------------------- | --------------------------------- | ----------------------------------------- |
| 2010  | 34.37                               | 7.24                              | N/A                                       |
| 2009  | 42.14                               | 7.61                              | N/A                                       |
| 2008  | 42.42                               | 7.83                              |                                           |
| 2007  | 42.67                               | 8.05                              | 0                                         |
| 2006  | 42.89                               | 8.3                               | 0                                         |
| 2005  | 43.07                               | 8.53                              | 0                                         |
| 2004  | 43.16                               | 8.78                              | 0                                         |

### بنية العمر
التقديرات لعام 2010:
 0-14 سنة: 43.5٪ (5,199,954 ذكر / أنثى 5,013,165)
 15-64 سنة: 53.9٪ (6,438,569 ذكر / أنثى 6,233,708)
 65 سنة وما فوق: 2.6٪ (291,319 ذكر / أنثى 318,646)

### معدل النمو السكاني
3,713٪ (تقديرات 2010)

### نسبة النوع
(توقعات 2010)
 عند الولادة: 1.05 ذكر / أنثى
 تحت 15 سنة: 1.04 ذكر / أنثى
 15-64 سنة: 1,03 ذكر / أنثى
 65 سنة وما فوق: 0,91 ذكر / أنثى
 عدد السكان: 1,03 ذكر / أنثى

### التوسع الحضري
سكان المناطق الحضرية: 31٪ من مجموع السكان (2008)
قيم التحضر: المعدل السنوي 4.9٪ من التغيير (2005-2010 تقديرات)

### معدل انتشار الإيدز لدى الكبار
0.1٪ (تقديرات 2001)

### الأشخاص الذين لديهم فيروس نقص المناعة البشرية
12,000 (تقديرات 2001)

### وفيات فيروس نقص المناعة البشرية / الإيدز
غير معلوم

### العمر المتوقع عند الولادة
- مجموع السكان: 63.36 سنة (2010 تقديرات)
  - الذكور: 61,35 سنة
  - الإناث: 65.47 سنة

### الأمراض المعدية الرئيسية
- الأمراض التي تنقلها المياه: البكتيرية الإسهال، التهاب الكبد وحمى التيفوئيد.
- الأمراض المنقولة بالنواقل: حمى الضنك والملاريا.
- أمراض ملامسة الماء: البلهارسيا (2009).

### الجنسية
يمني، يمنية.

## التقسيم الإداري للسكان
| المحافظة      | إسقاط 2015 |
| ------------- | ---------- |
| إب            | 2,718,000  |
| أبين          | 546,000    |
| أمانة العاصمة | 2,957,000  |
| البيضاء       | 729,000    |
| تعز           | 3,051,000  |
| الجوف         | 564,000    |
| حجة           | 2,015,000  |
| الحديدة       | 3,006,000  |
| حضرموت        | 1,407,000  |
| ذمار          | 1,811,000  |
| شبوة          | 605,000    |
| صعدة          | 1,010,000  |
| صنعاء         | 1,114,000  |
| عدن           | 865,000    |
| لحج           | 939,000    |
| مأرب          | 313,000    |
| المحويت       | 660,000    |
| المهرة        | 139,000    |
| عمران         | 1,026,000  |
| الضالع        | 675,000    |
| ريمة          | 536,000    |
| الاجمالي      | 26,687,000 |
|               |            |

- المصدر : الإسقاطات السكانية للجمهورية للسنوات الإفرادية (2005-2025م). حسب المحافظات التوزيع العددي كلا الجنسين.